# Шиєлі (Шиєлійський район)
Шиєлі́ (каз. Шиелі) — селище, центр Шиєлійського району Кизилординської області Казахстану. Адміністративний центр та єдиний населений пункт Шиєлійського сільського округу.
У радянські часи селище називалось Шиєлі і мало статус смт, до 2008 року — селище.
Населення — 35972 особи (2021; 29632 у 2009, 28621 у 1999, 28484 у 1989).
Розташоване за 128 км на південний схід від Кизилорди, на річці Сирдар'я. Залізнична станція на лінії Кизилорда—Арись. Підприємства з обслуговування залізничного транспорту, маслозавод, лісодослідна станція.

## Відомі особистості
В поселенні народився:
- Абдукадиров Калмакан Абдукадирович (1903—1964) — казахський письменник.